# Halil Köse
Halil Köse (21 april 1997) is een in Turkse voetballer die in België geboren is. Köse speelde voor Club Brugge en AFC Tubize, en vervolgens voor Boluspor. Hij is een middenvelder.